# Nathalie Delon
Nathalie Delon, született Francine Canovas (Oujda, Marokkó, 1941. augusztus 1. – Párizs, 2021. január 21.) francia színésznő, filmrendező, forgatókönyvíró.

## Munkássága
Eredetileg fotómodellként dolgozott. 
Jean-Pierre Melville A szamuráj (1967) című filmjében kapta első szerepét, akkori férje, Alain Delon mellett, akivel már válófélben voltak. Kezdetben elsősorban külső adottságai és akkori férje, Alain Delon miatt nyílt lehetősége a filmezésre.[forrás?] 1972-ben Richard Burton és Raquel Welch partnere volt a Kékszakáll című filmben. 1975-ben készült az Egy romantikus angol nő, ahol Glenda Jackson és Helmut Berger társa volt. 
Az 1980-as években filmrendezéssel és forgatókönyvírással is megpróbálkozott (Azt mondják: baleset; 1982, Édes hazugságok; 1987). 1988-ban Roman Polański Őrület című filmjének dalszerzője volt.

## Magánélete
1959–1963 között Guy Barthelemy volt a férje. Egy lányuk született, Nathalie. 
1964–1969 között Alain Delon francia színész házastársa volt. Egy fiuk született, Anthony Delon (1964–) francia–amerikai színész.

## Filmjei

### Színészként
- A szamuráj (1967)
- A különleges lecke (La leçon particulière (1968)
- A kéz (La main) (1969)
- Árnyékhadsereg (1969)
- A leánytestvérek (Le sorelle) (1969)
- Az arany rabjai (When Eight Bells Toll) (1971)
- Halkan a basszushangokkal (1971)
- Kékszakáll (Bluebeard) (1972)
- Sex-shop (1972)
- Rablótámadás (1974)
- Egy romantikus angol nő (1975)
- Azt mondják: baleset (1982) (filmrendező, forgatókönyvíró és filmproducer is)
- A bírónő dossziéi (1995)

### Filmzenéi
- Őrület (1988)
- A csábítás iskolája (2004)

### Filmrendezőként
- Édes hazugságok (1987) (forgatókönyvíró is)

## Fordítás
- Ez a szócikk részben vagy egészben  a   Nathalie Delon című lengyel Wikipédia-szócikk ezen változatának fordításán alapul.  Az eredeti cikk szerkesztőit annak laptörténete sorolja fel. Ez a jelzés csupán a megfogalmazás eredetét és a szerzői jogokat jelzi, nem szolgál a cikkben szereplő információk forrásmegjelöléseként.